# Viejas Locas
Viejas Locas fue una banda de rock argentina surgida en la década de 1990. Se originó en Buenos Aires, siguiendo la línea de bandas influenciadas por Rolling Stones y también por el género del blues, llegando a ser una de las más importantes dentro de la escena del llamado rock rolinga durante la década de 1990.
En el año 2000, durante su más alto punto musical y comercial, la banda se separó. El 21 de octubre de dicho año se vio por última vez en vivo a la agrupación clásica de Viejas Locas, y la separación dejó como resultado la creación de bandas como Intoxicados (banda formada por Cristian Álvarez y Abel Meyer) y Motor Loco (banda formada por Fabián Crea). Por su parte, Sergio Toloza tuvo su paso por la banda Balas Perdidas durante algunos años, aunque más tarde comenzó su carrera solista (primero como músico country y luego liderando distintos proyectos).
Su regreso tuvo lugar en el reconocido estadio José Amalfitani (del Club Atlético Vélez Sársfield) de la ciudad de Buenos Aires, el 14 de noviembre de 2009. Desde 2013, con la gradual baja de varios músicos del grupo, Álvarez lideró el proyecto siendo el único miembro de la formación clásica. La actividad de Viejas Locas se vio finalizada con la encarcelación de Álvarez en julio de 2018.

## Biografía en la década del '90
La historia de Viejas Locas comienza en el Colegio Comercial n.º 12 de Villa Lugano, en el sur de la ciudad de Buenos Aires, donde, entre un recreo y otro, tres compañeros y amigos del colegio gestaron la idea de armar una banda para pasar el tiempo. La bautizaron Viejas Locas debido a que a su cantante lo apodaban de esa manera. «Siempre decíamos que cuando tuviésemos una banda le íbamos a poner Viejas Locas, porque mi apodo al final resultaba divertido» cuenta Mauro Bonome, primer cantante de la banda. Todos pertenecían a Piedrabuena, un complejo de monoblocks que se encuentra ubicado en Villa Lugano, en donde la mayoría de los jóvenes transcurrían sus días entre la escuela, parar con los amigos y descubrir el mundo del arte en el Centro Cultural Juan Carlos Castagnino.
La primera formación de Viejas Locas se conformaba con: Mauro "vieja loca" Bonome (voz), Bachi (bajo) y Diego Cattoni (guitarra). Con esta formación la banda comenzó a realizar covers de The Rolling Stones y de Pink Floyd. De todos modos, a la banda le faltaba un baterista. Buscándolo se encontraron con Cristian "Pity" Álvarez, quien hacía seis meses que estaba aprendiendo a tocar la guitarra y andaba buscando una banda donde tocar; se reunieron y Pity llevó a un amigo, Gastón Mansilla, que ocupó ese lugar vacío de baterista.
Viejas Locas debutó en Acatraz el 2 de septiembre de 1989 y, desde un comienzo, Pity empezó a destacarse entre los integrantes, ya que era él quien hacía la mayoría de las canciones. El quinteto debutó con dos temas propios: «Buey» y «Eva». Para juntar gente para el debut, ellos mismos fueron publicitándose por la ciudad y entre los amigos, logrando reunir sesenta personas esa noche. Durante los meses siguientes tuvieron algunas presentaciones (no más de doce): llegaron un par de veces a tocar en Cemento, otras a La Luna y unas pocas a Shanghái.
Luego de unos meses, los tres fundadores (Diego Cattoni en primer lugar, luego Mauro Bonome y Bachi) se desinteresaron del proyecto y decidieron dirigir sus vidas hacia otros horizontes. Pero Pity no se desalentó y así fue que incorporó nuevas personas a la banda para continuar; a "Pollo" (Sergio Toloza) lo llevó el bajista, Bachi, antes de dejar la banda (debido a que Cattoni fue el primero en irse y la banda quedó sin guitarrista principal); y a "Fachi" (Fabián Crea) lo trajo Pity en mayo de 1990, con quien se conocían del barrio (eran vecinos de la misma cuadra) y en otro momento ya habían tocado juntos (durante unos seis meses entre el año 1987 y 1988 formaron una banda de la cual también era parte Gastón Mansilla). Fachi trabajaba junto a la madre de Abel Meyer, el cual se integró a la banda en 1992 ocupando el lugar de baterista. Lo curioso es que, sin saberlo, Pollo y Abel (sin conocerse) ya seguían a la banda, por lo cual aceptaron esta propuesta inmediatamente.
Probaron a varios cantantes para el grupo pero, como ninguno los convencía, Pity decidió ocupar el rol de cantante y líder. Más tarde, ingresaron como integrantes estables Ezequiel "Peri" Rodríguez en armónica, Juancho Carbone en saxo y Adrián "Burbujas" Pérez en teclados, proveniente de Los Pieses (quien se integró a la banda cuando comenzaron a grabar "Hermanos de sangre"). A partir de entonces fue como comenzar de nuevo. Circularon por pubs pequeños compartiendo escenarios con otras bandas. De esa manera se sumaron fechas hasta que llegaron a tocar en Viejo Correo.
La formación clásica de Viejas Locas (es decir, la que tuvo lugar durante esa década) fue la más exitosa y la que los consagró como una banda popular y reconocida dentro del panorama del rock argentino, con: "Pity" Álvarez, "Pollo" Toloza, "Fachi" Crea, Abel Meyer, "Burbujas" Pérez, "Peri" Rodríguez y "Juancho" Carbone.
La popularidad de Viejas Locas creció gracias al «boca a boca» y a la creatividad nacida de un bajo presupuesto. Como las pintadas con aerosol y una nueva estrategia publicitaria, barata y efectiva: pegar calcomanías junto al timbre de los colectivos. Todavía hoy hay estampadas en las líneas 155, 180 y 126 que salen de Mataderos: Viejas Locas R n'R. También planearon otras formas de atraer a más seguidores al grupo, entonces cargaban todos los domingos con sus equipos para actuar gratis en el Parque Centenario.
Ya para 1993, tras haberse presentado en varias ocasiones en el desaparecido local La Cueva, los dueños del lugar los convocaron junto a otras bandas para que participaran de un compilado que se llamó «Una noche en La Cueva». Las canciones con las que participó Viejas Locas fueron: «Eva» (con una versión algo cambiada a la grabada posteriormente) y «Tirado en la estación» (canción que se encuentra en el último disco que la banda posee hasta el momento, aunque pudo escucharse anteriormente en grabaciones piratas que circulan aún). Para la banda esto fue una mala movida, porque firmaron un contrato y después estuvieron mucho tiempo hasta que, por medio de abogados, lograron rescindirlo.
Pero Viejas Locas siguió tocando y en 1994 grabaron un demo que repartían gratis en los shows de Die Schule, Museo Rock y New Order. Esa forma de publicidad los favorecía, porque los fanes escuchaban los casetes, se los pasaban a sus amigos y así se iba haciendo, de a poco, una pequeña pero creciente legión de seguidores. Luego de telonear a Los Ratones Paranoicos en la localidad de San Martín (Buenos Aires) a fines del año 1994, los vio un representante del sello discográfico PolyGram (el mismo que llevó a La Renga y a Dos Minutos a esa discográfica). Terminado su repertorio, el empresario se presentó en los camerinos de la banda ofreciéndoles un contrato discográfico. Éste logró contactarlos luego y los contrató para la multinacional y así fue como editaron su primer disco.

### Discografía en los '90

#### Viejas Locas: Disco debut
Viejas Locas entró a grabar su primer material discográfico en abril del año 1995. El título del álbum debut fue «Viejas Locas», en donde se destacaron el corte «Intoxicado» (del cual se editó el primer videoclip de la banda), «Nena me gustas así» y el hit «Lo Artesanal». Mientras grababan este disco, concurrían 600 personas a sus recitales en Club X y tenían sus propios recitales en Cemento; inclusive fueron invitados a tocar en un evento importante como el de los 30 años de rock nacional, el 8 de noviembre de ese año. Cuando «Viejas Locas» salió a la venta (diciembre de 1995) ya habían pasado ocho meses desde el comienzo de su grabación y las canciones se habían modificado. La producción artística estaba integrada por Néstor Vetere y Amilcar Gilabert; el técnico de grabación también fue Amilcar Gilabert, y el asistente de grabación Gastón Gilabert; el disco fue grabado en los estudios SONAR. El disco fue reeditado en 2004 por la compañía Universal, con el arte interior completamente modificado (sin ninguna ilustración de la edición original, solo conservaron la tapa del compacto).

#### Hermanos de sangre
Los shows continuaron y cada vez aumentaba más la cantidad de público que seguía a la banda. Hasta que en 1997 entraron nuevamente a un estudio de grabación para registrar los nuevos temas y darle forma a lo que sería «Hermanos de sangre», el segundo trabajo discográfico de Viejas Locas, que salió a la venta los primeros días de agosto de ese año. Para este álbum se barajó la posibilidad de trabajar con Andrew Oldhman como productor, lo que finalmente no sucedió. El primer corte de «Hermanos de Sangre» que sonó en las radios fue «Perra», del cual se hizo un videoclip. También tuvo un videoclip otra de las canciones que fueron difundidas: «Aunque a nadie ya le importe».
Con «Hermanos de Sangre» la popularidad de la banda aumentó más, y, al año siguiente, se le presentó a Viejas Locas una gran posibilidad: tocar como soportes de The Rolling Stones. Cuando los ingleses volvieron a tocar en Buenos Aires, Viejas Locas participó como banda telonera en cuatro de los cinco shows que dieron en River; además, en estas presentaciones (que duraron media hora aproximadamente) estrenaron un set de vientos. Ser soportes del legendario grupo les permitía poder ser vistos y escuchados por gran cantidad de gente, quienes también pudieron apreciar el show de trapos (banderas en apoyo al grupo) y bengalas que se daba en los recitales de Viejas Locas en Cemento.
Tras esta satisfactoria experiencia, dieron un show gratis en Quilmes el día 18 de abril para todos los seguidores que no pudieron pagar la entrada para estar en River. Este recital marcó el récord de asistencia en un show de Viejas Locas: 10 000 personas, que solo fue superado en el regreso de la banda en 2009.
Antes de entrar a grabar el tercer disco de la banda, se produjo otro gran acontecimiento que esperaban todas las bandas de rock en la Argentina para consagrarse: tocar en el Estadio Obras.
Al show, realizado en noviembre de 1998, asistieron algo más de 5.000 personas, y contó con la participación en guitarra de Chizzo de La Renga como invitado en una canción. Además, estrenaron «Legalízenla», una canción que sería incluida en el próximo CD.

#### Especial
Después del debut en Obras, Viejas Locas volvió a meterse en un estudio durante 1999 para grabar «Especial», que contaba con el prestigioso productor Nigel Walker. El álbum salió a la venta el 28 de marzo de ese año, y la canción elegida como primer corte de difusión, «Me gustas mucho», fue un éxito que llegó a estar al tope de la clasificación de la radio Rock & Pop. El éxito de «Me gustas mucho» le dio más difusión a la banda, que pudo realizar una gira por el sur del país y también visitar países limítrofes como Paraguay y Uruguay. Al volver, la banda se volvió a presentar con una fecha doble en Obras ante más de 6.000 personas. Nuevamente estuvo presente Chizzo de La Renga en el tema «Botella». Más tarde, se editó el vídeo de «Todo sigue igual», que combinaba imágenes de la primera época de la banda y de ese recital, realizado el 5 de junio del año correspondiente.
Sin embargo, estando en pleno éxito comercial, los músicos no olvidaron sus raíces humildes y mantuvieron bajo el precio de las entradas a sus shows porque decían conocer en carne propia los límites de su público.
En mayo del año 2000 la banda se volvió a presentar en Obras con una fecha doble, en las que participaron de Invitados el guitarrista Norberto "Pappo" Napolitano y Gabriel "Tete" Iglesias (bajista de La Renga). Ese mismo año, además de continuar con su gira, la banda fue invitada por Pappo a grabar dos canciones para su disco "Pappo & amigos": "El hombre suburbano" y "Blues local".

## Separación
En el año 2000 (durante el apogeo musical, convocatorio y comercial del grupo), la banda decide separarse antes de realizar su último recital en La Matanza un 21 de octubre, sin anunciar que sería el último. Este recital (realizado en la Universidad de La Matanza) fue el último en el que estarían presentes los músicos de la formación clásica de Viejas Locas, la cual aún no se ha vuelto a reunir.
Pelo Aprile (en ese entonces, presidente de la discográfica Polygram) le hizo una oferta casi millonaria a Pity para promocionar el recital de despedida de Viejas Locas, sugiriendo que la banda ofreciese su último show en el Estadio de River Plate; lo cual dejaría como saldo para los músicos U$S 100.000 y otros U$S 500.000 para Pity (aproximadamente). Inmediatamente, la oferta fue rechazada por el mismo Álvarez.
De la disolución de Viejas Locas surgieron distintas bandas: Intoxicados (con Pity, Abel, Peri y Burbujas) y Motor Loco (la banda de Fachi). Pollo, por otro lado, se sumó luego de un tiempo a la banda Balas Perdidas (aunque también se cuenta que al alejarse de Viejas Locas formó parte de la banda La Lengua, de la cual no hay registros); años más tarde comenzó su carrera solista. Además, Juancho se sumó a Callejeros.
Sobre la separación Pity contó: "La separación de una banda es como pelearse con una chica con la que estuviste casado diez años: no la aguantás más, pero todavía tenés sentimientos hacia ella. Yo me fui de la banda." [...] "Creo que el problema pasó por la energía, porque musicalmente nos llevábamos muy bien. Pero no estaba disfrutando de la química que teníamos entre todos. Ya no había comunicación..." [...] "El punto es que con algunos chicos del grupo ya no teníamos comunicación." [...] "...no es que la banda se dividió en mitad y mitad. Me fui porque era el único que tenía problemas con estos chicos (Pollo y Fachi), entre los demás estaba todo bien. No quiero meter a nadie en la bolsa ni que se piense que nos abrimos Abel y yo, como leí en un diario. No, el drama fue mío." [...] "Últimamente era un trabajo." [...] "Veníamos llevándola, pero... Es como un cono, cada vez se agranda más. La verdad, estoy contento de que no llegamos a tener mala onda, de que no tuve que cagar a trompadas a nadie."
Por otro lado, Fachi aclaró: “No fue cómo se dijo, que nos dividimos en dos partes: cada cual eligió hacer su historia, aunque mi amistad con el Pollo quedó todo bien.” Sobre la separación, Fachi se lamenta respondiendo: “¿Cómo iba a querer eso? Me quedé sin trabajo. Ahora tengo que salir a remisear. Además, Viejas Locas era una de las mejores bandas del momento”.
Cuando a Fachi se le preguntaba sobre su relación con sus excompañeros declaró: “Prefiero no hablar. Algunos reciben mucho más apoyo que otros y ya tienen suficiente prensa, así que cuando me hacen una nota yo prefiero hablar de Motor Loco. Si se hubieran mostrado las cartas tal como eran, ahora estaría todo bien, como pasa con Juancho y con Pollo: nos vamos a ver a los shows y está todo bien.”
Además de los problemas personales de Pity con Pollo y Fachi, también hubo inconvenientes de tipo musical. Cuando Viejas Locas planeaba sacar a la venta el disco sucesor de "Especial", se sintió "desplazado" por sus compañeros: Pollo tenía planeado grabar seis canciones suyas en ese disco, Fachi quería grabar otras tres o cuatro ("No juegues con tu suerte" y "Hora de arrancar" serían algunas que luego formarían parte del repertorio de Motor Loco), dejando a Pity introducir pocas canciones debido a que los discos de Viejas Locas siempre habían sido discos cortos. Se había planeado que el disco fuera grabado por Andrew Oldham, productor musical de los Rolling Stones.

### Sigue Pegando (Álbum recopilatorio) y DVD
En el año 2002 salió un CD recopilatorio titulado «Sigue Pegando - Grandes Éxitos», que contenía los más grandes éxitos de Viejas Locas y una canción en la que participaron de invitados de Pappo: «El hombre suburbano» (grabada en conjunto con "Blues Local" para su disco Pappo & Amigos), con la participación del mismo en guitarra (también se editó un videoclip de esta canción). El material discográfico traía incluido un CD interactivo que contenía fotografías, wallpapers, videos y hasta un juego (Buscaminas) de la banda.
A mediados de 2003 se editó el DVD «Viejas Locas», que contenía fragmentos de las grabaciones pertenecientes a los recitales en Obras de 1999 (5 y 6 de junio) y los seis videoclips del grupo.

## Regreso (2009)
El 16 de enero de 2009 Intoxicados dio un recital en Mar del Plata y Motor Loco fue la banda soporte. Para entonces, la agrupación liderada por Pity estaba casi disuelta. Álvarez aprovechó la oportunidad para invitar a tocar a Fachi algunas canciones de Viejas Locas.
El sábado 4 de julio de dicho año, Pity volvió a subirse a un escenario tras su ausencia por rehabilitación. El músico tocó tres canciones de Viejas Locas junto a Motor Loco en La Reina. «Perra», «La Simpática Demonia» y «Botella» fueron la sorpresa en la madrugada porteña, anticipando y confirmando el regreso de Viejas Locas.
El día jueves 10 de septiembre, en Puerto Madero, la banda dio una conferencia de prensa donde los músicos confirmaron que volverían a los escenarios el día 14 de noviembre de 2009, en el estadio de Vélez Sársfield. Además, adelantaron que estarían preparando un álbum nuevo y una gira nacional.
«Los convocamos acá para anunciar formalmente el regreso de Viejas Locas» dijo Pity al subir al escenario, y agregó que hacía muchos meses que venían ensayando y que volvían “un poco más responsables que siempre”.
La banda regresó sin la presencia de "Pollo" Toloza, quien fue reemplazado por otro Sergio, "Peluca" Hernández (guitarrista de Motor Loco). Pollo decidió no regresar a la banda, movido por su deseo de continuar con su carrera solista como músico de folk, con la que tiene escasas presentaciones en vivo y grabaciones, de forma alejada de la popularidad que consiguió con Viejas Locas. Aunque la intención de sus excompañeros era la de conformar a la banda con los mismos músicos, la decisión de Toloza se lo impidió, pero se lo respetaron de todas formas sin generar disturbios, según cuenta el mismo guitarrista. Además del guitarrista, no se sumaron tampoco al proyecto Adrián "Burbujas" Pérez (debido a que, junto a Jorge Rossi de Intoxicados, fundó la banda "Manto") ni Juan "Juancho" Carbone (que continuaba tocando en Callejeros).
Además de los músicos principales de la formación de los '90, la banda se completaba con los músicos de apoyo: el armoniquista Ezequiel "Peri" Rodríguez (único miembro de los '90 además de Pity, Abel y Fachi), el saxofonista Eduardo Introcaso (quien reemplazó a Juan Carbone), el tecladista Matías Mango (tecladista de Francisco Bochatón y "Gigi" —banda conformada por músicos de la banda de Charly García y el humorista Favio Posca—, en reemplazo de Adrián "Burbujas" Pérez) y la corista Diana Bifulco (la única integrante insertada a la banda que no reemplaza a otro músico).
El líder desmintió que Viejas Locas se haya disuelto por asperezas internas, aunque reconoció que «si una novia te cansa, cinco más». En una entrevista realizada en el año 2013 al bajista del grupo, éste confirmó que la primera intención de la banda había sido (además de volver con la formación de la década anterior completa) la de dar un recital que quedaría plasmado en un CD y/o DVD en vivo, pero que los sucesos siguientes desvirtuaron el plan. Por consiguiente, finalmente, afirmaron durante la conferencia que “volvieron para quedarse” y que realizarían una gira a nivel nacional que incluiría a muchas las provincias del país.

### Recital e incidentes en Vélez
El show se realizó ese 14 de noviembre, dando inicio a la gira "Estamos llegando".
Esa noche, la banda tocó ante 42.000 personas durante casi tres horas en las que repasó más de treinta canciones de sus álbumes grabados, además de presentar dos nuevas: «Perro guardián» y «Roca & giro» (que en realidad habían quedado inéditas de la década de los '90).
Hubo disturbios y represión policial. Esto se debió a que, minutos antes de que empezará el show, los organizadores no dejaron ingresar más gente, generando la bronca de la multitud que se encontraba afuera con sus entradas; además dejaron entrar a la barra brava del club al recital (totalmente gratis en un micro) y reprimieron a quienes tenían sus entradas pagas para el show, que solo exigían entrar al campo a ver a la banda. Esto dejó como saldo el fallecimiento de Rubén Carballo además de treinta heridos y otros cuarenta detenidos.
Los músicos no fueron avisados de lo sucedido fuera del estadio antes del show, por lo que fueron duramente criticados por la prensa que afirmó que "no se hicieron cargo de la muerte de Rubén Carballo". Pero la banda misma confirmó que, en el momento, no se enteraron de lo sucedido, y, cuando fueron avisados, acompañaron en sus últimos días de vida a Rubén y a su familia. Además, la empresa encargada de la seguridad del show no se hizo cargo de los daños, por lo que tuvieron que obligarlos a pagar el sepelio del joven (como una mínima actitud de respeto ante lo que había pasado).

### Tour "Estamos Llegando" y "Contra la pared" (2010-2012)
El año 2010 encontró a Viejas Locas realizando una gira por el interior del país, presentándose en lugares como Cosquín Rock (donde realizaron dos presentaciones seguidas, suplantando a Callejeros en una de ellas), Comodoro Rivadavia (en el festival "Comodoro Rock 2010"), Rosario, Ciudad Oculta (presentándose en la villa como suelen hacer muchas bandas de rock el 25 de mayo), Córdoba, Bahía Blanca, Mendoza y Neuquén.
Su intención era cerrar la gira con una fecha doble en el Estadio Malvinas Argentinas de la Ciudad de Buenos Aires, pero debido a los incidentes ocurridos el 14 de noviembre de 2009 en Vélez, los conciertos (luego de ser pospuestos varias veces) no pudieron llevarse a cabo.
Mientras se cancelaban las presentaciones en Buenos Aires, el líder del grupo fue detenido por posesión de armas e intento de robo; y, luego, por ser el supuesto autor de haber baleado a uno de sus colaboradores. El juez de la causa ordenó que Pity fuese internado para realizar una terapia de desintoxicación, con lo cual Viejas Locas cesó su gira. Para entonces, la banda se mantuvo sin actividad desde agosto de 2010 hasta noviembre de 2011.
En abril del año 2011 comenzaron a surgir rumores de que la banda entraría a grabar un nuevo álbum después de doce años de ausencia en un estudio. Aunque la fecha de lanzamiento se anunciaba para agosto del mismo año, el cuarto trabajo discográfico de Viejas Locas salió a la venta el 24 de noviembre de 2011. Cinco días después de una presentación en la ciudad de Barranqueras (Chaco) ante 3.000 personas (donde se adelantaron algunas canciones del nuevo disco), Contra la pared salió a la luz con trece canciones, de las cuales solo cinco fueron nuevas; las demás fueron canciones inéditas del período anterior de la banda. Según Crea y Álvarez, la intención era volver a las raíces de Viejas Locas, y tocar las canciones de los años previos a la separación del grupo.
Con su ausencia como baterista en este nuevo álbum, se confirmó el alejamiento de Abel Meyer del proyecto, quien (debido a problemas internos con Álvarez) abandonó su lugar a mediados de 2010, quedando así Alejandro "Mono" Avellandeda en su reemplazo (ex-Dancing Mood, segunda batería de Intoxicados y percusionista en la nueva etapa de Viejas Locas), quien suplantaba a Meyer en diversas ocasiones durante los recitales del tour Estamos Llegando.
Ezequiel "Peri" Rodríguez (el armoniquista y el músico de apoyo más longevo de la banda) tampoco participó en las grabaciones de "Contra la pared" (ni en posteriores presentaciones). Álvarez y Crea continuaron acompañados por "Peluca" Hernández en guitarra, Alejandro "Mono" Avellaneda en batería, Matías Mango el teclados, Diana Bifulco en coros y Eduardo Introcaso en saxos, manteniendo el nombre "Viejas Locas" a pesar de la disolución casi total del grupo original; incluso Crea tuvo la idea de cambiar el nombre de la banda, pero la idea no fue aceptada. Sobre esto, el bajista declaró:

"No todo sigue igual pero nos seguimos llamando de la misma manera."[...]"Estamos nosotros dos de la banda Viejas Locas y nos seguimos llamando Viejas Locas. No creo que se pueda llamar Viejas Locas si no estoy yo, y no lo digo por un virtuosismo ni por creérmela ni nada, es porque la gente lo cree así. Él (Álvarez) en Intoxicados tocaba con Burbujas, con Abel, con el Peri y él; o sea, cuatro Viejas Locas arriba de un escenario. Y tocaban un tema de Viejas Locas y la gente les cantaba: «Que se vuelvan a juntar», y ahora tocamos nosotros dos solos y no gritan más eso, ahora gritan: «Aguante Viejas Locas».".
Fabián "Fachi" Crea en TerraTV 

Durante 2012 la banda realizó su gira "Contra la pared". Aunque en ninguno de los conciertos presentaron su último álbum, el grupo dio sus recitales en distintos puntos del país a modo de presentación del disco y de la nueva formación con la que contaba.
Durante un concierto en Baradero (antes de que la banda saliera a escena), las personas que se encontraban en el lugar escucharon rumores de que Álvarez no se presentaría a tocar (aunque el resto de la agrupación se encontraba en el lugar realizando una prueba de sonido previa al show). Luego de algunas horas sin que Pity se hiciera presente en el predio se generó un gran descontento entre un grupo de personas, quienes se desbordaron y subieron al escenario para empezar a hacer destrozos, lo que culminó con el posterior robo de instrumentos y la destrucción de los mismos además de disturbios generados en el anfiteatro donde se iba a realizar el recital.
A la siguiente semana, un 15 de diciembre, Viejas Locas se presentó en la ciudad de Tandil. En ese recital se pudo ver por última vez a Fabian "Fachi" Crea y a Sergio "Peluca" Hernández tocar con el grupo, ya que unas semanas más tarde anunciaron su alejamiento del mismo.

## Nuevos alejamientos y últimos años (2013-2018)
En enero de 2013 Cristian Álvarez confirmó en una entrevista que Fachi Crea y Peluca Hernández habían decidido alejarse de la banda, dejándolo como único integrante de la agrupación clásica de Viejas Locas. Por otro lado, Eduardo Introcaso (saxofonista de la agrupación desde 2009) también decidió abandonar la agrupación luego de la presentación de la banda en el Cosquín Rock 2013.
Fabián Crea negó haberse alejado de Viejas Locas por discusiones o problemas con otros integrantes de la banda. Aclaró que su alejamiento se dio al sugerir que la banda debía "parar un poco" por situaciones que no podían manejar, pero como su idea no fue consensuada decidió dar "un paso al costado". A su vez, Pity declaró: «Los que se fueron de Viejas Locas lo hicieron porque no se aguantaron a la bestia.» Posteriormente, Fachi y Peluca siguieron adelante con Motor Loco.
De todos modos, Álvarez comenzó su gira acompañado de nuevos músicos que ocuparon los lugares vacíos de guitarrista y bajista. Los dos músicos (Juan del Río y Gabriel Prajsnar) fueron traídos a la banda gracias al Mono Avellaneda. Posteriormente, el guitarrista Hernán González se sumó a la nueva formación.
Así, el líder de la agrupación confirmó que Viejas Locas se había convertido más un proyecto solista suyo que en la banda que supo ser en años anteriores, llegando a admitir que utilizó el nombre de Viejas Locas para su nueva banda como escudo para no presentarse como solista.
Por último, en 2014, Álvarez comunicó que llegaría el fin de sus presentaciones bajo el nombre de Viejas Locas. En mayo de 2015, anunció que realizaría una gira de despedida con esta formación (con Fachi participando como invitado en algunas canciones durante dos de las presentaciones). No obstante, el músico siguió dando conciertos con la nueva alineación de Viejas Locas, aunque de forma muy esporádica.
Tras dos años sin presentaciones, Álvarez anunció que volvería a los escenarios el 7 de abril de 2018 en la capital tucumana, contando con Fernando Samalea como nuevo baterista de su grupo. Tras meses de publicitar su show de regreso, el día del concierto el músico retrasó por varias horas su viaje a Tucumán; el espectáculo (que estaba anunciado para las 22:00) parecía retrasarse cada vez más, hasta que luego de las 04:00 de la madrugada, ante la ausencia de Pity, un sector del público comenzó a destrozar el lugar, robando instrumentos y quemando la torre de sonido. El músico, que había tomado su vuelo recién a las 02:00 de la mañana, llegó al predio dos horas más tarde y salió casi a las 06:00 al escenario (ya con todos los equipos de sonido y de luces del lugar destruidos) siendo abucheado e insultado por los pocos presentes en el lugar. Como consecuencia, la fatídica presentación ocasionó pérdidas millonarias a la producción y a los técnicos contratados para el recital, no se realizó la devolución del dinero de las entradas y provocó el alejamiento del bajista Gabriel Prajsnar y de los guitarristas Juan Del Río y Hernán González del grupo (en una situación idéntica a la que había ocurrido un lustro antes con el alejamiento de Crea y Hernández posterior a un recital frustrado y con desmadres ante la ausencia de Pity). Un mes más tarde, en el programa radial de Bebe Contepomi en Radio Mega, Pity se excusó ante las acusaciones realizadas por el productor del fallido recital. En la entrevista, además, se presentó el demo de una nueva canción titulada «Te entiendo» (grabada con la formación que conformó Viejas Locas previo a los incidentes en Tucumán).
Por otra parte, en junio de dicho año, el ahora renombrado proyecto "Viejas Locas X Fachi y Abel" realizó una presentación en La Reina que contó con la presencia del "Pollo" Toloza, histórico guitarrista de Viejas Locas que volvió a compartir escenario con sus excompañeros por primera vez desde la separación del grupo en el año 2000.
El 12 de julio de 2018 se cursó una orden de arresto contra Cristian Álvarez por un homicidio que tuvo lugar en el barrio de Villa Lugano, Buenos Aires. De acuerdo con el informe policial, luego de una discusión con un hombre (de nombre Cristian Díaz), el cantante le disparó varias veces con una pistola calibre 7.65 que luego habría intentado hacer desaparecer arrojándola por una alcantarilla, hecho del que fueron testigos un amigo y una acompañante de Álvarez. Posteriormente huyó del lugar y, tras estar 24 horas prófugo, el día 13 de julio decidió entregarse a la justicia acompañado de su abogado en la comisaría 52 de Villa Lugano. Antes de ingresar al establecimiento policial, habló con los medios de comunicación, señalando que asesinó al hombre «[...] porque si no me iba a matar él, creo que soy inocente». Desde entonces, el músico permanece encarcelado, hecho que puso fin a la carrera de Viejas Locas.

### Viejas Locas X Fachi y Abel
Desde fines de 2015 y principios de 2016 (y mientras Pity continuaba con las presentaciones de su renovado proyecto), algunos de los exintegrantes de Viejas Locas realizaron una serie de recitales en homenaje al vigésimo aniversario de la publicación del primer álbum del grupo. En ellos se presentaron Fabián Crea junto a Abel Meyer, a quienes se les sumó el guitarrista Peluca Hernández y, en ocasiones, el tecladista "Burbujas" Pérez, repasando tanto las canciones del primer material discográfico como de los discos previos a la separación de la banda. Las presentaciones fueron publicitadas como "Homenaje a Viejas Locas X Fachi y Abel". En marzo de 2017, uno de los recitales contó con la presencia de Pity; fue entonces cuando se pudo ver nuevamente después de siete años a la formación que le dio vida al regreso de Viejas Locas en 2009.
En la actualidad, Fachi Crea y Abel Meyer (junto a Peluca Hernández y Lele González como guitarristas) continúan homenajeando a la banda con su proyecto "Viejas Locas X Fachi y Abel" no sólo tocando en vivo (contando en ocasiones con la presencia de distintos músicos invitados que han pertenecido a la banda como Pollo Toloza, Burbujas Pérez o Juancho Carbone) sino también grabando nuevas canciones (en el 2020 estrenaron Confinados, un EP con tres nuevas canciones y una inédita compuesta por Pity décadas atrás) y material en vivo (como el álbum Viejas Locas... hasta que me muera, grabado en La Trastienda en mayo de 2023 y publicado en noviembre de 2024).
Por otra parte, el miembro restante de la agrupación clásica del grupo, ahora renombrado "Poyo" Toloza, ha realizado algunas presentaciones en vivo liderando el proyecto "Experiencia Viejas Locas".

## Integrantes
| Formación clásica (1990-2000) - Pity Álvarez – voz y guitarra rítmica - Pollo Toloza – guitarra principal y coros - Fachi Crea – bajo y coros - Abel Meyer – batería (desde 1992) - Ezequiel "Peri" Rodríguez – armónica (desde 1992) - Juan "Juancho" Carbone – saxo (desde 1992) - Adrián "Burbujas" Pérez – teclados y piano (desde 1996) | Miembros desde el regreso (2009-2018) - Pity Álvarez – voz y guitarra rítmica - Fachi Crea – bajo y coros (hasta 2012) - Abel Meyer – batería (hasta 2010) - Sergio "Peluca" Hernández – guitarra principal y coros (hasta 2012) - Mono Avellaneda – batería (2010-2018) - Matías Mango – teclados - Eduardo Introcaso – saxo (hasta 2013) - Diana Bifulco – coros (hasta 2015) - Juan Del Río – guitarra rítmica (desde 2013) - Hernán González – guitarra principal (desde 2013) - Gabriel Prajsnar – bajo (desde 2013) | Formación original (1989-1990) - Mauro "Vieja Loca" Bonome – voz - Pity Álvarez – voz y guitarra - Bachi – bajo - Diego Cattoni † – guitarra principal - Gastón Mansilla † – batería (hasta 1992) |

## Discografía

### Álbumes de estudio
| Título             | Fecha de publicación | Discográfica  |
| ------------------ | -------------------- | ------------- |
| Viejas Locas       | 1995                 | PolyGram      |
| Hermanos de sangre | 1997                 | PolyGram      |
| Especial           | 1999                 | PolyGram      |
| Contra la pared    | 2011                 | PopArt Discos |

### Álbumes recopilatorios y demos
| Título                        | Fecha de publicación | Discográfica |
| ----------------------------- | -------------------- | ------------ |
| Demos, rarezas y otras yerbas | 1993                 | Ninguna      |
| Sigue pegando                 | 2002                 | PolyGram     |
| 40 obras fundamentales        | 2010                 | Universal    |

### DVD
| Título           | Fecha de publicación | Discográfica |
| ---------------- | -------------------- | ------------ |
| Viejas Locas DVD | 2003                 | Universal    |